# Chiesa di San Giuseppe dei Vecchi

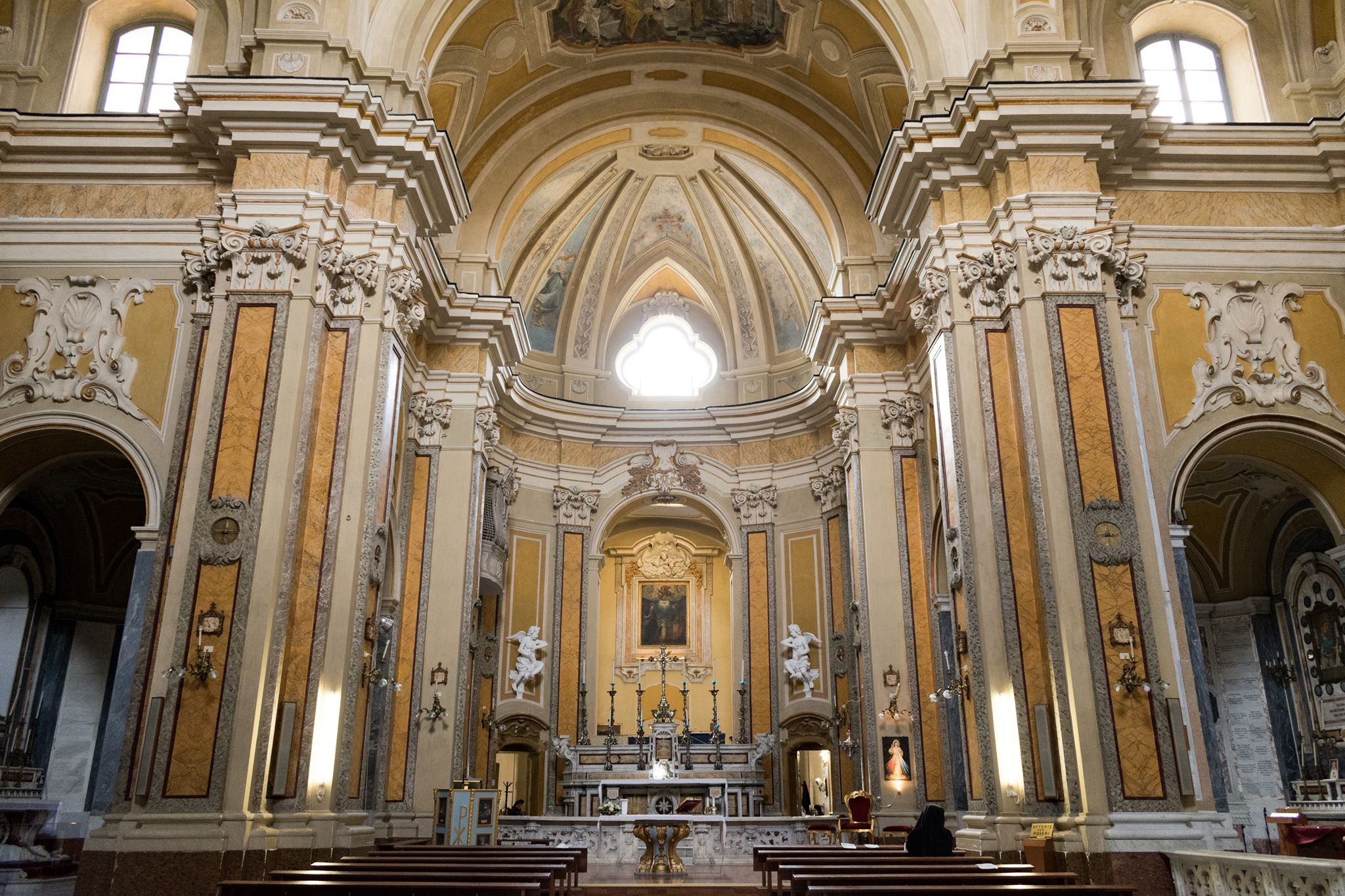
L'interno

La chiesa di San Giuseppe dei Vecchi è una chiesa monumentale del Centro storico di Napoli.

## Storia e descrizione
Fu fondata nel 1614 da Andrea Cavallo, padre caracciolino, sui suoli di una delle proprietà Carafa. In breve tempo la chiesetta ed il monastero divennero subito operativi, ma nel 1634 i monaci affidarono a Cosimo Fanzago la progettazione di una chiesa più grande e maestosa. Il progetto fanzaghiano andò a rilento per diversi motivi, compresa l'epidemia di peste del 1656; nel 1665, la chiesa venne consacrata ancora incompleta, tanto che la fabbrica era coperta per mezzo di un tetto provvisorio. Venne completata tra il 1706 e il 1712 dall'architetto Onofrio Parascandalo e nel 1732, per far fronte ai danni del terremoto del medesimo anno, l'ordine incaricò a Nicola Tagliacozzi Canale il restauro e il consolidamento della struttura.
Sulla facciata, il portale in piperno, che funge da sagrato, è opera di Francesco Solimena.
L'interno è a croce greca con l'asse longitudinale più lungo dell'altro asse; possiede quattro cappelle angolari e l'abside, poligonale, presenta un arco, simile ad una serliana, che nasconde un ulteriore ambiente destinato ad ospitare una tela. Vi si ammirano opere d'arte di valore, come: la Sacra Famiglia, tela dipinta da un ignoto pittore tardo-manierista posizionata dietro l'altare maggiore, il San Michele di Nicola Maria Rossi sull'altare sinistro del transetto, il San Francesco Caracciolo in estasi di Antonio Sarnelli su quello destro e il San Giuseppe con il Bambino,  scultura lignea attribuita a Nicola Fumo.

## Galleria d'immagini

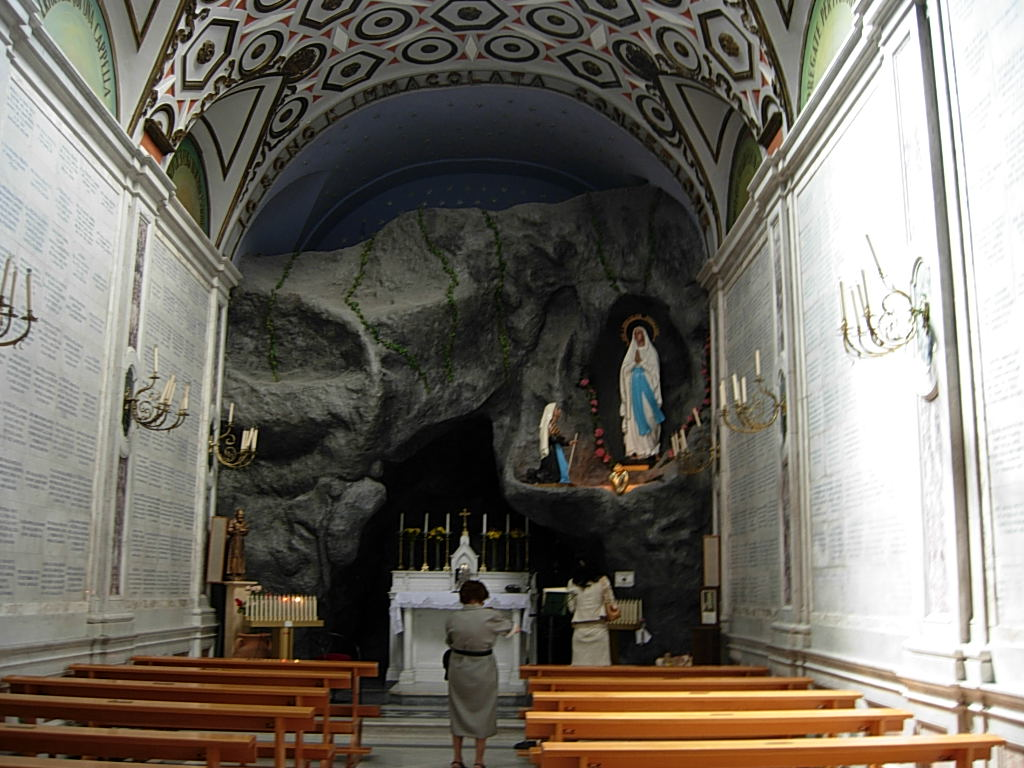
Grotta di Lourdes